# 王維

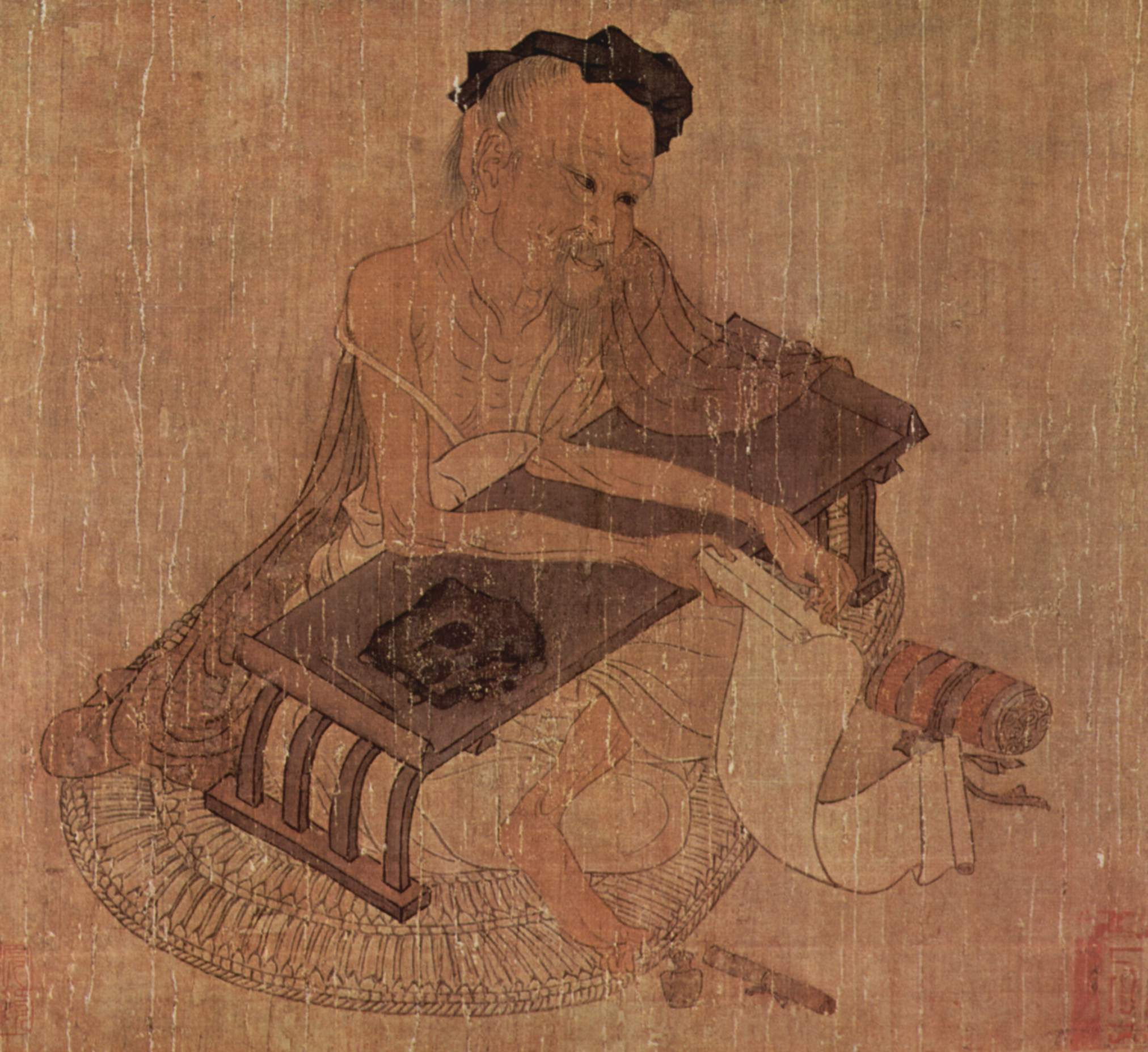
王維画『伏生授経図』

王 維（おう い、生卒年は『旧唐書』によれば699年 - 759年、『新唐書』では701年 - 761年。以降の記述は一応『新唐書』に準拠、長安元年 - 上元2年）は、中国唐朝の最盛期である盛唐の高級官僚で、時代を代表する詩人。また、画家・書家・音楽家としての名も馳せた。字は摩詰、最晩年の官職が尚書右丞であったことから王右丞とも呼ばれる。本貫は太原郡祁県。
同時代の詩人李白が“詩仙”、杜甫が“詩聖”と呼ばれるのに対し、その典雅静謐な詩風から詩仏と呼ばれ、南朝より続く自然詩を大成させた。韋応物・孟浩然・柳宗元と並び、唐の時代を象徴する自然詩人である。とりわけ、王維はその中でも際だった存在である。画についても、“南画の祖”と仰がれている。

## 人物像
王維は、仏教を信奉し、乱の際に「香水銭」と呼ばれる授戒による売牒制度を導入して軍費調達を推し進めて粛宗の信任を得た荷沢神会の支持者の一人であった。そのため、なまぐさを食べず、派手な服装はしなかったと伝えられる。また、早くして妻を亡くしたが、以後、再婚せず、30年間、独身を貫いた。
王維はその高潔清雅な性質と作品群によって、後世、高い評価を受けていたが、朱熹のように「其の人既に言うに足らず、詞も清雅なりといえども、また萎弱にして、気骨少なし」という評価や、清代の徐增からは「天才は李太白（李白）、地才は杜子美（杜甫）、人才は王摩詰」という評価も受けている。近代の研究家からも「高人であるが、凡人であった」、「彼は世の汚濁をうとみながらも、捨て得ず、荏苒として安易な一生を送った凡人に過ぎない」（小林太市郎） という厳しい評価をされている。
総じて、貴族制度に対する批判やその作品の芸術性の高さについては高い評価を受けるが、貴族と士族との間で揺れ動く、政治姿勢の消極的な態度は批判を受けている。また、彼の作品群の隠遁性向が強いことに対する毀誉褒貶も大きい。

## 経歴[2][3]

### 若年時代
父は汾州の司馬になった後、河東に移り住んだ王処廉。母の崔氏は敬虔な僧の普寂に師事していた仏教徒で、王維はその影響を強く受けながら成長した。名の維と字の摩詰とは、『維摩経』の主人公である居士の“維摩詰”の名を分割したものである。風姿が洗練されていて上品で、博学多芸であり、幼少から文名を挙げ、音律にすぐれ、琵琶に通じていた。9歳で辞を綴ることを知り15歳のころから都に遊学し、詩によって、開元年間からすでに盛名があり、王族や貴顕からも厚く迎えられ、さらに名声を高めた。玄宗の兄の寧王李憲や玄宗の弟の薛王李業に至っては、師や友のように彼に対していた。15歳頃に彼が作成した詩が現存している。
親孝行で兄弟とも親しみ、妻との仲も「友愛の極」であったと伝えられる。そればかりでなく、草書・隷書にすぐれ、音楽についても、音楽演奏の図を見ただけで、「霓裳羽衣の曲の第三畳最初拍」と即答したという説話に残っている。さらに、画にも多大な才能を有していた。
玄宗のもう一人の弟である岐王李範のもとにも出入りしており、「集異記」に張九齢の弟である張九皋と府試（科挙の長安で開かれる予備試験）で争い、岐王の楽人に扮して、権勢の誇っていた公主（名は不明）のもとに赴き、その容姿・琵琶の技術・詩の才・風流ぶりと諧謔を解した話術、岐王の口添えによって、府試の解頭（首席）となることができたという説話が残っている。また、「本事詩」に、寧王李憲の邸宅において、李憲が寵愛していた女性が、自分を譲り渡したかつての夫と会い、涙を流す場面で、李憲に詩作を命じられ、並み居る文人たちの中でただ一人「息夫人」の詩を詠んだという説話も記載されている。

### 中央と地方と、官と在野と
開元7年（719年）、進士に及第し、弟の王縉とともに、俊才ぶりにより、名声を得る。大楽丞になるも、開元8年（720年）、微罪を得ていったん済州司倉参軍に左遷される。この理由として「集異記」は、皇帝しか舞ってはいけない「黄師子」という舞を彼の楽人が舞ったことに連座したと伝えられるが、諸王に近づきすぎたため、玄宗による切り離し政策により左遷されたという説もある。開元14年（726年）頃、官を辞めて、長安に帰る。この頃、張九齢と孟浩然に詩才を激賞される。開元19年（731年）頃、妻が死去し、輞川に土地を購入し、別荘を構え隠棲する。
程なく多くの士人からの推薦により、中央に復帰。張九齢の抜擢により、開元22年（734年）には右拾遺に就任する。科挙出身者を中心とする士族派閥に与し、韋恒・韋済兄弟とも親しく交際し、彼らの父の韋嗣立の建てた別荘で開かれた宴に張九齢・裴耀卿・韓休らとともに列席し、宴の序を作成している。また、道士の尹愔とも親しくしていたことが伝えられる。この頃に、孟浩然を宮廷にいれて詩を吟じていたところ、たまたま玄宗が訪れたため、孟浩然は机の下に隠れた。王維は真実を話し、玄宗に孟浩然を紹介し、そのために、孟浩然は玄宗に謁見がかなったという説話が残っている。
だが、開元24年（736年）に張九齢が、貴族派閥の李林甫との政争に敗れ、失脚する。開元25年（737年）、王維もまた、涼州の河西節度使の崔希逸の節度判官に任じられ、涼州に赴任し、そこで、監察御史に昇進する。開元28年（740年）、殿中侍御史として、長安に戻り、さらに南方に遣わされる。途中の襄陽で孟浩然と出会うが、帰路には彼は死去していた。その後、玄宗のために応制の詩を詠じる任につき、李林甫のために詩を詠んだこともあった。天宝年間に入り、左補闕・員外郎・庫部郎中を歴任する。この頃、輞川の別荘にこもって、友人たちとの詩のやり取りを楽しんでいたことが伝えられる。
天宝9載（750年）、母の崔氏の死を受けて服喪する。この時、輞川の別荘を一部を寺に変え、嘆きの余りに痩せて死にかけるほどであった。服喪後、天宝11載（752年）、朝廷に復帰する。同年に李林甫が死去し、楊国忠に重んじられ、吏部郎中となる。また、天宝12載（753年）には、阿倍仲麻呂が日本に帰る際、彼のために彼を送る詩を詠じた。さらに、天宝14載（755年）には給事中の要職に至った。

### 虜囚、解放と晩年
しかし、安史の乱が勃発、至徳元載（756年）、王維は出奔した玄宗の後を追いかけたが、追いつけず、隠れていたところを、安禄山の軍に囚われる。この時に病気を偽ったが、洛陽に移され、強要されて安禄山政権の給事中に任じられる。この時、梨園の楽人たちが安禄山のために演奏させられ、楽人の1人である雷海青が殺されたのを聞き、嘆いて、これを詩に読む。至徳2載（757年）、唐軍により洛陽が奪還され、陳希烈らとともに帰順する。しかし、玄宗に代わって皇帝となった粛宗に、安禄山に仕えた罪を厳しく問われた。弟の王縉らの取り成しと、先の詩がすでに伝えられたことにより、太子中允に降格されただけで許された。
その後、出家を願い出たが、粛宗の許可が得られなかった。この頃、杜甫に励ましの詩を贈られる。乾元元年（758年）、集賢学士に昇進する。同年さらに、中書舎人、再び給事中へと累進した。この頃、杜甫・賈至・岑参と詩を詠じあう。上元2年（761年）、尚書右丞となり、飢饉の際に自分の職田の粟を飢民のために施すことを求めた上書や自分の引退と引き替えに、蜀州刺史にされていた王縉を中央に帰すことを求める「躬を責め弟を薦むる表」が残っている。そのため、王縉は左散騎常侍に任じられ、中央に返り咲いた。同年、死去する。臨終の際に、鳳翔にいた王縉や友人たちに別離の書を書き、突如筆を置いて絶息したと伝えられる。
王維の死後、弟の王縉により詩は編集され、代宗に献上された。代宗は王維の詩を絶賛し、これを受けている。

## 詩の特徴
王維の詩の本分は自然詩である。東晋の陶淵明の田園詩や南朝宋の謝霊運の山水詩を受けつつ、よりダイナミックに自然の美を詠う自然詩は王維より始まった。また、深く傾倒した仏教の影響も窺える。

## 著名な作品
| 鹿柴       | 鹿柴                 | 鹿柴                             |
| 原文       | 書き下し文           | 翻訳                             |
| ---------- | -------------------- | -------------------------------- |
| 空山不見人 | 空山 人を見ず        | ひっそりとした山に人影もなく     |
| 但聞人語響 | 但だ人語の響きを聞く | ただかすかに人の声だけが聞こえる |
| 返景入深林 | 返景 深林に入り      | 斜陽が深い林の中に差し込み       |
| 復照靑苔上 | 復た青苔の上を照らす | また青い苔の上を照らし出す       |

| 送元二使安西   | 送元二使安西                                            | 元常（元二）の安西に使いするを送る                     |
| 原文           | 書き下し文                                              | 翻訳                                                   |
| -------------- | ------------------------------------------------------- | ------------------------------------------------------ |
| 渭城朝雨浥輕塵 | 渭城（いじょう）の朝雨 軽塵（けいじん）を浥（うるお）す | 渭城の朝の雨が道の埃を落ち着かせ                       |
| 客舎青青柳色新 | 客舎（かくしゃ） 青青 柳色新たにす                      | 旅館の柳も青々と生き返ったようだ                       |
| 勸君更盡一杯酒 | 君に勧む 更に尽くせ一杯の酒                             | さあ君、もう一杯やりたまえ                             |
| 西出陽關無故人 | 西のかた 陽関を出づれば故人無からん                     | 西方の陽関を出てしまえばもう酒を交わす友もいないだろう |

## 画の特徴とその評価
画の描き方について論じた「画学秘訣」という文を残した。 
水墨画にすぐれ、画師たちに、その筆致は「天機」によるもので、学んで及ぶものではないと評価された。彼は、墨だけによる「白描画」を描き、工人たちに彩色させていた。画風は呉道玄に似ていたが、風格は傑出したものがあった。鄭虔・畢宏とともに三絶と呼ばれた。同時代の李思訓に勝るという評価もある。
晩唐の張彦遠は「歴代名画記」において、画法に通じ、筆力は力強いものがあると評価しているが、同時に技巧に走りすぎているという批判もしている。
同じく、晩唐の朱景玄は「唐朝名画録」において第4位「妙品上」に評価しており、その作品群を絶賛している。
北宋の蘇軾も「詩中に画あり。画中に詩あり」と称している。
山水画において、後世にも不動の地位を得ており、明代には北宗画の祖と呼ばれる李思訓に対し、南宗画（南画、文人画）の祖とされた。
また、馬の画家として知られる韓幹を若い頃にその画才を見いだし、資金援助を行い、画の勉強をさせ、大成に導いたというエピソードも残っている。

## 輞川
輞川は、長安の東南に位置する藍田県にある、藍田山と嶢山の間から流れ、ハ水に注ぐ川である。王維は、その源流の30唐里ほど南のところに、かつて宋之問が別荘としていた土地を買い上げ、自分の別荘を建てた。近隣には多くの長安の名士たちが別荘を構えていた。これは、当時の道教と仏教の思想の融合した山間隠棲の風習にのったもので、王維によって、その流行が促されたとされる。
王維は開元年間より住み始め、天宝9載（750年）頃にほぼ完成する。そこで、同じく別荘を構えていた銭起らと交際していた。王維が清浄を好み、潔癖さを伝える説話も存在する。王維が友人の裴迪と交わした詩は「輞川集」としてまとめられた。一貫して、清浄に対する憧憬と幽遠の表現がテーマとなっている。
王維の別荘は、北垞・南垞という宅院、文杏館・竹里館・臨湖亭という茅亭、華子岡・斤竹嶺という岡、鹿柴・木蘭柴という囲い、漆園・椒園という園、辛夷塢・宮槐陌という道、孟城坳という名跡、金屑泉という泉、欹湖という湖、茱萸沜・柳浪・欒家瀬・白石灘という名所があり、「輞川集」に全て題材としてとられている。これを画に写したものは「輞川図」と名付けられ、転写されたものが世に流布し、唐末には各地で眺められ、刺青として入れるもの、料理にそれを形作ったものもあったと伝えられる。

### 「輞川集」[5][6]
「輞川集」序には次のようにある。
「私の別荘は輞川の山谷にあり、別荘の近くには孟城坳・華子岡・文杏館・斤竹嶺・鹿柴・木蘭柴・茱萸沜・宮槐陌・臨湖亭・南垞・欹湖・柳浪・欒家瀬・金屑泉・白石灘・北垞・竹里館・辛夷塢・漆園・椒園などがあった。裴迪と静かに各々絶句を賦した。」
「輞川集」には序文中の孟城坳以下20の場所において王維が賦した20首、裴迪が賦した20首の計40首が収められている。
輞川の詩は前後と繋がっており、詩の順序は意識的に構成されている。詩の意味とその関連は平仄と「桃花源記」・「桃源行」・「藍田山石門精舎」によって裏付けられているという研究がある。
| 原文       | 書き下し                     | 翻訳                                                           |
| ---------- | ---------------------------- | -------------------------------------------------------------- |
| 新家孟城口 | 新たに家す孟城の口（ほとり） | 新しく孟城の坳口に家を設けた                                   |
| 古木餘垂柳 | 古木垂柳を餘す               | 古木としてはただ垂柳があるのみだ                               |
| 來者復爲誰 | 來者は復誰と爲す             | 今ここに住もうとする者は私だけだが、将来の持ち主はいったい誰か |
| 空悲昔人有 | 空しく悲しむ昔人の有なりしを | 同じく昔の持ち主として私も空しく悲しまれるのであろう           |

| 原文       | 書き下し           | 翻訳                                     |
| ---------- | ------------------ | ---------------------------------------- |
| 飛鳥去不窮 | 飛鳥去りて窮まらず | 華子岡を飛び去る鳥は、無数に皆飛んで去る |
| 連山復秋色 | 連山復秋色         | 連山を見るに復秋色をあらわしている       |
| 上下華子岡 | 上下す華子岡       | 華子岡を上ったり下ったりすると           |
| 惆悵情何極 | 惆悵情何ぞ極まらん | いつか悲しく思いは尽きない               |

| 原文       | 書き下し                   | 翻訳                           |
| ---------- | -------------------------- | ------------------------------ |
| 文杏栽爲梁 | 文杏栽して梁と爲し         | 文杏館は杏樹で梁が作られていて |
| 香茅結爲宇 | 香茅結んで宇と爲す         | 草葺で屋宇が作られている       |
| 不知棟裏雲 | 知らず棟裏の雲             | 梁棟の裏より生じた雲が         |
| 去作人間雨 | 去りて人間の雨と作ることを | 家から出て人間世界の雨となろう |

| 原文       | 書き下し           | 翻訳                                           |
| ---------- | ------------------ | ---------------------------------------------- |
| 檀欒映空曲 | 檀欒空曲に映じ     | 竹の美しい茂みはひっそりとした流れに影を落とし |
| 青翠漾漣漪 | 青翠漣漪に漾ふ     | 竹の緑はさざ波に漂う                           |
| 暗入商山路 | 暗に商山の路に入る | 斤竹嶺を過ぎて暗に商山の路に入れば             |
| 樵人不可知 | 樵人知るべからず   | きこりも気づかない                             |

| 原文       | 書き下し           | 翻訳                             |
| ---------- | ------------------ | -------------------------------- |
| 空山不見人 | 空山人を見ず       | ひっそりとした山に人影もなく     |
| 但聞人語響 | 但人語の響きを聞く | ただかすかに人の声だけが聞こえる |
| 返景入深林 | 返景深林に入り     | 斜陽が深い林の中に差し込み       |
| 復照青苔上 | 復青苔の上を照らす | また青い苔の上を照らし出す       |

| 原文       | 書き下し       | 翻訳                         |
| ---------- | -------------- | ---------------------------- |
| 秋山斂餘照 | 秋山餘照を斂め | 秋の山は夕日をのみ込み       |
| 飛鳥逐前侶 | 飛鳥前侶を逐ふ | 飛鳥は帰りを急ぐ             |
| 彩翠時分明 | 彩翠時に分明   | 美しい草木の緑は鮮やかであり |
| 夕嵐無処所 | 夕嵐処所無し   | 山靄のかかるところはない     |

| 原文       | 書き下し                 | 翻訳                                     |
| ---------- | ------------------------ | ---------------------------------------- |
| 結実紅且緑 | 実を結んで紅にして且つ緑 | 茱萸が実を結び紅色緑色とあり             |
| 復如花更開 | 復花更に開くが如し       | その実が美しく再び花が咲いたようだ       |
| 山中儻留客 | 山中倘し客を留めば       | この山の中で客を留宿させることがあれば   |
| 置此芙蓉杯 | 此の芙蓉杯を置かん       | 芙蓉杯に茱萸の実を入れて飲むことを薦めよ |

| 原文       | 書き下し                       | 翻訳                                   |
| ---------- | ------------------------------ | -------------------------------------- |
| 仄径蔭宮槐 | 仄径宮槐に蔭し                 | 傾斜したこみちは離宮の槐に蔽われ       |
| 幽陰多緑苔 | 幽陰緑苔多し                   | おぐらい日陰は苔むす緑ばかり           |
| 應門但迎掃 | 應門但迎掃す                   | 客を迎える者が地面を掃うのは           |
| 畏有山僧来 | 畏らくは山僧の来る有らんことを | 客として山僧が来ることを畏んだのだろう |

| 原文       | 書き下し                   | 翻訳                                     |
| ---------- | -------------------------- | ---------------------------------------- |
| 軽舸迎上客 | 軽舸迎へて客を上せ         | 軽やかな舟でお迎えして客を乗せて         |
| 悠悠湖上来 | 悠悠として湖上に来る       | のどかに湖面の中心に来る                 |
| 当軒対樽酒 | 軒に当たりて樽酒に対すれば | 窓に面して樽酒に向かえば                 |
| 四面芙蓉開 | 四面芙蓉開く               | 東西南北に尽く芙蓉の開いているのが見える |

## 裴迪
王維の「輞川集二十首」に唱和した詩人であり、また天宝十五載に王維が安禄山の乱に巻き込まれて賊軍に囚われた時も側を離れず、王維の口号詩を伝えた人物である。現存する二十八首の詩はすべて王維との唱和、贈答詩であり、『王右丞文集』に収められたことによって残った。裴迪は開元4年に生まれ、天宝3・4載に王維・王昌齢らと長安の青龍寺に訪れ詩を唱和した。天宝中に王維・盧象らと崔興宗の林亭を訪れ詩を唱和した。（以下、入谷仙介氏、と陣内孝文氏に基づく。）『新唐書』には「中宗時代の宰相であった裴談・裴炎と同族である洗馬裴氏、任城県尉裴回の長子」とある。杜甫の「和裴迪登新津寺寄王侍郎」詩、「和裴迪登蜀州東亭送客逢早梅相憶見寄」詩、「暮登四安寺鐘樓寄裴十迪」詩、には「裴迪は、蜀州刺史となった王維の弟の王縉とともに、蜀州へ行った」とある。『全唐詩』の李頎の「聖善閣送裴迪入京」詩には、「裴迪は尚書郎となった」とあるが、他の資料にこのことは見えない。

## 伝記資料
- 『旧唐書』巻百九十 列伝第百四十下　文苑下「王維伝」
- 『新唐書』巻二百二 列伝第百二十七　文芸中「王維伝」

### 訳注文献
- 『中国詩人選集6 王維』都留春雄訳注（岩波書店、1958年、新版1990年 ほか）
- 『王維　漢詩大系10』小林太市郎・原田憲雄訳注（集英社、1964年、新版1980年 ほか）
- 『王維・孟浩然　新釈漢文大系 詩人編3』二宮美那子・好川聡 訳注（明治書院、2020年）、ISBN 462-5673283
- 『王維 文人画粋編 中国篇1』（中央公論社、新装愛蔵版1985年）。詩・注解は入矢義高